# 修明門

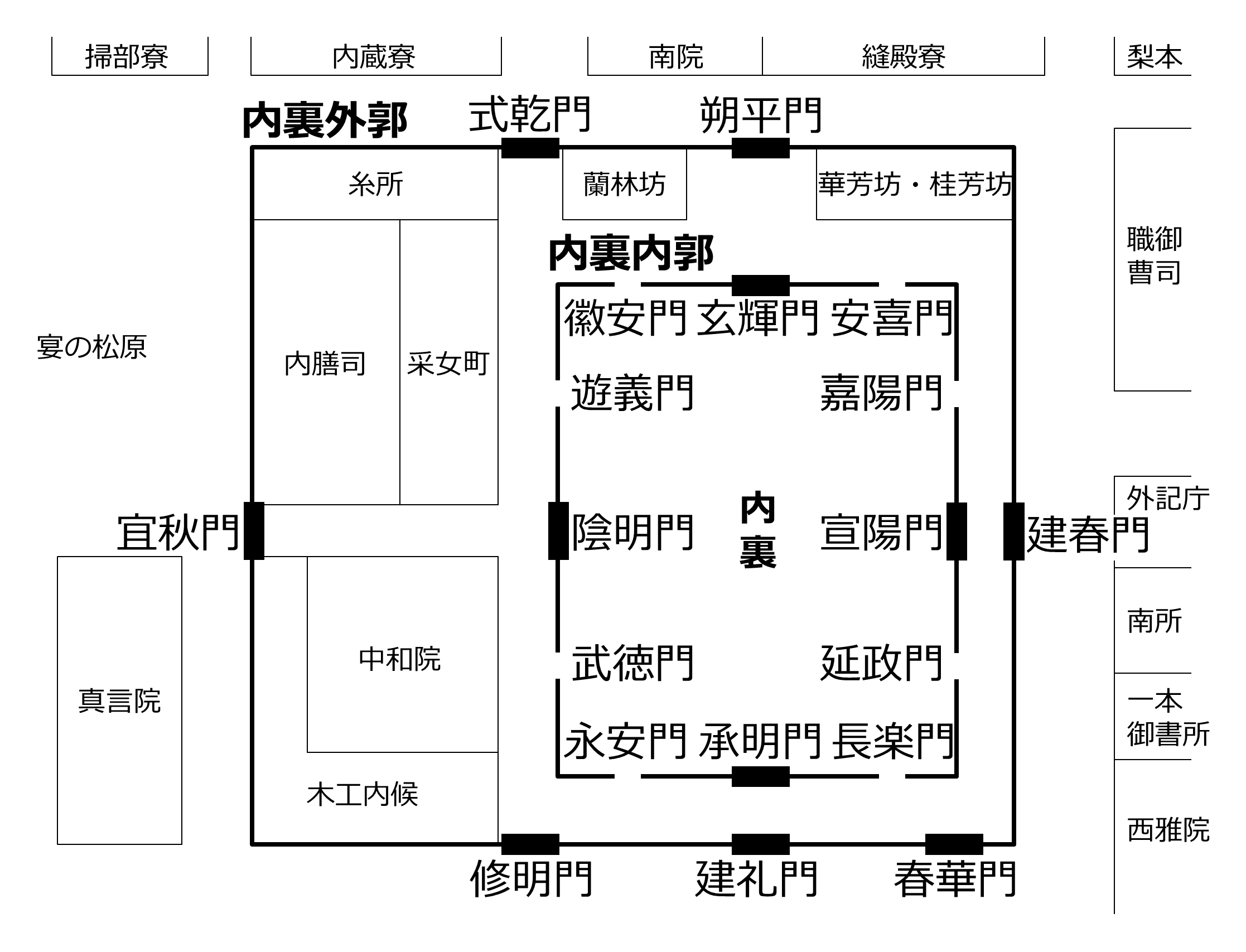
平安京内裏諸門図

修明門（しゅうめいもん）は、平安京内裏の外郭門の1つ。

## 概要
平安宮内裏外郭の南西端に位置し、建礼門を挟んで春華門と対する。
門の東西に右馬寮の建物があったことから「右馬陣」の異名を持つ。「右廂僻仗門」ともいった。